# OS X Mavericks
 OS X 10.9 Mavericks  — операційна система виробництва корпорації Apple, представлена 10 червня 2013 на конференції WWDC 2013. Бета-версія стала доступна розробникам в день анонсу. Публічний реліз нової ОС проводився 22 жовтня 2013 року. Mavericks доступна для безкоштовного завантаження з Mac App Store.

## Назва
Починаючи з Mac OS X 10.0, версії операційної системи називалися на честь представників сімейства котячих. Починаючи з Mac OS X 10.9, Apple вирішила іменувати випуски OS X за назвами місць в Каліфорнії. Так, дев'ята версія системи одержала назву Mavericks на честь популярного пляжу у Каліфорнії.

## Нові функції
- Покращена підтримка декількох моніторів; можливість використання Apple TV як повноцінного монітора
- Вкладки в Finder
- Теги для документів, що спрощують пошук і сортування останніх
- Оновлений Календар
- Нова версія Safari (7.0)
- Додатки Карти і iBooks для OS X
- Зв'язка ключів iCloud — можливість синхронізації паролів і даних банківських карток з iCloud
- Покращення Центру повідомлень
- OpenCL 1.2
- Інтеграція з Linkedin

## Нові технології
- Accelerated Scrolling
- Оновлено додаток Моніторинг системи
- App Nap[4] — перерозподіляє пам'ять між додатками з урахуванням потреби в ній
- Battery Menu Extra
- Compressed Memory[4] — стиснення неактивної пам'яті
- Deep Idle
- Energy-Optimized Audio Buffering
- GPU Matrix Multiplier
- GPU Video Scaling
- I/O Throttling
- Idle Hygiene
- Importance Donation
- Larger Video I/O Buffers
- OpenGL 4 — підвищена чутливість графіки
- Plug-In Pause — призупинення роботи невикористовуваних плагінів браузера
- Priority Reduction
- Timer Coalescing
- Timer Throttling
- XCPM

## Системні вимоги
Для установки ОС Mavericks потрібно один з наступних комп'ютерів Mac:
- iMac (середини 2007 г. або більш пізньої моделі);
- MacBook (13 дюймів, в алюмінієвому корпусі, кінець 2008 р) або (13 дюймів, початок 2009 р або більш пізньої моделі);
- MacBook Pro (13 дюймів, середини 2009 р або більш пізньої моделі);
- MacBook Pro (15 або 17 дюймів, середина/кінець 2007 р або більш пізньої моделі);
- MacBook Air (кінець 2008 року або більш пізньої моделі);
- Mac mini (початок 2009 р або більш пізньої моделі);
- Mac Pro (початок 2008 року або більш пізньої моделі);
- Xserve (початок 2009 р).

Для комп'ютера Mac також буде потрібно:
- вже встановлена ОС OS X Mountain Lion, Lion або Snow Leopard 10.6.8;
- не менше 2 ГБ оперативної пам'яті;
- не менше 8 ГБ вільного місця на диску.

## Хронологія
| Хронологія операційних систем Macintosh |
| --------------------------------------- |
|                                         |